# Mario Antolín
Mario Antolín Paz (Zaragoza, 1930-Madrid, 22 de marzo de 2003) fue un periodista, crítico de arte y director de escena español.

## Biografía
Hijo del actor Cándido Antolín, conocido artísticamente como Mario Albar. Licenciado en Medicina y Diplomado en la Escuela de Periodismo, en cuanto a su labor como director teatral, cabe mencionar sus montajes de ¿Quiere usted jugar con mí? (1958), No hay novedad, Doña Adela (1959) y Los derechos de la mujer (1962), ambas de Alfonso Paso, Melibea (1963), de Criado del Val, La sirena varada (1965), de Alejandro Casona y Pecados conyugales (1966), de Juan José Alonso Millán.
Ejerció varios cargos administrativos vinculados a las artes escénicas, como Subdirector General de Teatro en el Ministerio de Cultura (1971-1976) y director del Gabinete del Ministro de Relaciones Sindicales al inicio de la Transición.
Realizó labores de crítico de arte en publicaciones como Blanco y Negro, Diario Ya y El Imparcial, así como en Radio Intercontinental.
Fue también Director del Primer Festival de Teatro Internacional de Madrid, Comisario del Teatro María Guerrero, Director de la galería Alfama y de la editorial Forum Artis.
Además dirigió las series de televisión Los Tele-Rodríguez, Pintores en el tiempo y Nombres de ayer y de hoy y el programa cultural Etcétera (1977).
Fue miembro de la Real Academia de Bellas Artes de San Fernando de Madrid.
Galardonado con la Medalla de Oro al Mérito en las Bellas Artes.
Estuvo casado con la actriz María Fernanda D'Ocón.